# Wahlkreis Perugia (Camera dei deputati)
Der Wahlkreis Perugia ist seit 2017 ein Wahlkreis (italienisch collegio elettorale) für die Wahl der Abgeordnetenkammer.

## Von 2017 bis 2020

### Wahlkreisgebiet
Der Wahlkreis umfasste 15 Gemeinden: Bettona, Castiglione del Lago, Città della Pieve, Collazzone, Corciano, Deruta, Magione, Marsciano, Paciano, Panicale, Passignano sul Trasimeno, Perugia, Piegaro, Torgiano und Tuoro sul Trasimeno.

### Wahlergebnisse

#### Parlamentswahl 2018
| Kandidaten               | Kandidaten               | Stimmen | %    | Listen                              | Stimmen | %    |
| ------------------------ | ------------------------ | ------- | ---- | ----------------------------------- | ------- | ---- |
|                          | Emanuele Priscogewählt   | 57.997  | 35,4 | Lega                                | 30.034  | 18,3 |
| Forza Italia             | Emanuele Priscogewählt   | 57.997  | 35,4 | 17.448                              | 10,6    |      |
| Fratelli d’Italia        | Emanuele Priscogewählt   | 57.997  | 35,4 | 9.708                               | 5,9     |      |
| Noi con l’Italia – UDC   | Emanuele Priscogewählt   | 57.997  | 35,4 | 807                                 | 0,5     |      |
|                          | Giacomo Leonelli         | 49.588  | 30,3 | Partito Democratico                 | 44.378  | 27,1 |
| +Europa                  | Giacomo Leonelli         | 49.588  | 30,3 | 3.798                               | 2,3     |      |
| Civica Popolare          | Giacomo Leonelli         | 49.588  | 30,3 | 828                                 | 0,5     |      |
| Italia Europa Insieme    | Giacomo Leonelli         | 49.588  | 30,3 | 584                                 | 0,4     |      |
|                          | Paola Giannetakis        | 41.060  | 25,1 | Movimento 5 Stelle                  | 41.060  | 25,1 |
|                          | Andrea Mazzoni           | 5.899   | 3,6  | Liberi e Uguali                     | 5.899   | 3,6  |
|                          | Isabella Marchino        | 2.853   | 1,7  | Potere al Popolo!                   | 2.853   | 1,7  |
|                          | Antonio Leonardo Ribecco | 1.736   | 1,1  | CasaPound Italia                    | 1.736   | 1,1  |
|                          | Claudio Iacono           | 1.621   | 1,0  | Il Popolo della Famiglia            | 1.621   | 1,0  |
|                          | Valentina Sicari         | 1.517   | 0,9  | Partito Comunista                   | 1.517   | 0,9  |
|                          | Leopoldo Salvatori       | 869     | 0,5  | Italia agli Italiani (FT – FN)      | 869     | 0,5  |
|                          | Marzio Presciutti Cinti  | 379     | 0,2  | 10 Volte Melgio                     | 379     | 0,2  |
|                          | Leonardo Ranieri Triulzi | 245     | 0,1  | Partito Valore Umano                | 245     | 0,1  |
|                          | Rita Roncella            | 144     | 0,1  | Partito Repubblicano Italiano – ALA | 144     | 0,1  |
| Gesamt                   | Gesamt                   | 163.908 | 100  |                                     | 163.908 | 100  |
|                          |                          |         |      |                                     |         |      |
| Ungültige Stimmen        | Ungültige Stimmen        | 4.443   | 2,6  |                                     |         |      |
| Wähler                   | Wähler                   | 168.351 | 78,7 |                                     |         |      |
| Wahlberechtigte          | Wahlberechtigte          | 213.871 |      |                                     |         |      |
|                          |                          |         |      |                                     |         |      |
| Quelle: Innenministerium |                          |         |      |                                     |         |      |

## Seit 2020

### Wahlkreisgebiet
| Wahlkreise – Camera dei deputati – Umbrien | Wahlkreise – Camera dei deputati – Umbrien | Wahlkreise – Camera dei deputati – Umbrien  |
| Provinz                                    | Provinz                                    | Gemeinden nach Provinzen ⮞ Wahlkreis        |
| ------------------------------------------ | ------------------------------------------ | ------------------------------------------- |
|                                            | Provinz Perugia (59 Gemeinden)             | 28 ⮞ Wahlkreis Perugia 31 ⮞ Wahlkreis Terni |
|                                            | Provinz Terni (33 Gemeinden)               | alle ⮞ Wahlkreis Terni                      |

Der Wahlkreis umfasst 28 Gemeinden der Provinz Perugia (Assisi, Bastia Umbra, Bettona, Cannara, Citerna, Città di Castello, Corciano, Costacciaro, Deruta, Fossato di Vico, Gualdo Tadino, Gubbio, Lisciano Niccone, Magione, Marsciano, Monte Santa Maria Tiberina, Montone, Nocera Umbra, Passignano sul Trasimeno, Perugia, Pietralunga, San Giustino, Scheggia e Pascelupo, Sigillo, Torgiano, Tuoro sul Trasimeno, Umbertide und Valfabbrica).

### Wahlergebnisse

#### Parlamentswahl 2022
| Kandidaten                          | Kandidaten              | Stimmen | %    | Listen                                                  | Stimmen | %    |
| ----------------------------------- | ----------------------- | ------- | ---- | ------------------------------------------------------- | ------- | ---- |
|                                     | Virginio Caparvigewählt | 99.523  | 44,7 | Fratelli d’Italia                                       | 66.707  | 30,0 |
| Lega per Salvini Premier            | Virginio Caparvigewählt | 99.523  | 44,7 | 16.965                                                  | 7,6     |      |
| Forza Italia                        | Virginio Caparvigewählt | 99.523  | 44,7 | 14.834                                                  | 6,7     |      |
| Noi Moderati                        | Virginio Caparvigewählt | 99.523  | 44,7 | 1.017                                                   | 0,5     |      |
|                                     | Stefano Vinti           | 61.219  | 27,5 | Partito Democratico – Italia Democratica e Progressista | 47.445  | 21,3 |
| Alleanza Verdi e Sinistra           | Stefano Vinti           | 61.219  | 27,5 | 7.996                                                   | 3,6     |      |
| +Europa                             | Stefano Vinti           | 61.219  | 27,5 | 4.978                                                   | 2,2     |      |
| Impegno Civico – Centro Democratico | Stefano Vinti           | 61.219  | 27,5 | 800                                                     | 0,4     |      |
|                                     | Alessandra Ruffini      | 27.909  | 12,5 | Movimento 5 Stelle                                      | 27.909  | 12,5 |
|                                     | Carla Casciari          | 19.869  | 8,9  | Azione – Italia Viva                                    | 19.869  | 8,9  |
|                                     | Maela Peraio            | 3.613   | 1,6  | Italexit per l’Italia                                   | 3.613   | 1,6  |
|                                     | Matteo Galli            | 3.257   | 1,5  | Partito Comunista Italiano                              | 3.257   | 1,5  |
|                                     | Patrizia Casavecchia    | 2.950   | 1,3  | Italia Sovrana e Popolare                               | 2.950   | 1,3  |
|                                     | Roberto Ghiandoni       | 2.697   | 1,2  | Unione Popolare                                         | 2.697   | 1,2  |
|                                     | David Urru              | 1.424   | 0,6  | Vita                                                    | 1.424   | 0,6  |
|                                     | Giovanni Antonio Cocco  | 154     | 0,1  | Noi di Centro – Europeisti                              | 154     | 0,1  |
| Gesamt                              | Gesamt                  | 222.615 | 100  |                                                         | 222.615 | 100  |
|                                     |                         |         |      |                                                         |         |      |
| Ungültige Stimmen                   | Ungültige Stimmen       | 10.248  | 4,4  |                                                         |         |      |
| Wähler                              | Wähler                  | 232.863 | 70,0 |                                                         |         |      |
| Wahlberechtigte                     | Wahlberechtigte         | 332.594 |      |                                                         |         |      |
|                                     |                         |         |      |                                                         |         |      |
| Quelle: Innenministerium            |                         |         |      |                                                         |         |      |